# Desa Benteng (administrativ by i Indonesien, lat -6,55, long 106,70)
Desa Benteng är en administrativ by i Indonesien.   Den ligger i provinsen Jawa Barat, i den västra delen av landet, 40 km söder om huvudstaden Jakarta.